# Wyścigi Grand Prix
Wyścigi Grand Prix – seria wyścigów samochodowych, organizowanych przed 1950 rokiem.
Korzenie wyścigów Grand Prix można odnaleźć w 1894 roku, kiedy to we Francji zorganizowano pierwszy wyścig. Szybko ewoluowały one z prostych wyścigów między miastami do wyścigów „wytrzymałościowych”. Innowacje spowodowały, że samochody szybko przekroczyły barierę 100 mph (160 km/h), jednakże z powodu faktu, że wyścigi odbywały się na otwartych trasach, zostało to okupione śmiertelnymi ofiarami wśród kierowców jak i widzów.
Ostatecznie wyścigi Grand Prix ewoluowały w formułę wyścigową. Następcą wyścigów Grand Prix została Formuła 1, którą czasem nazywa się również wyścigami Grand Prix.

## Początki

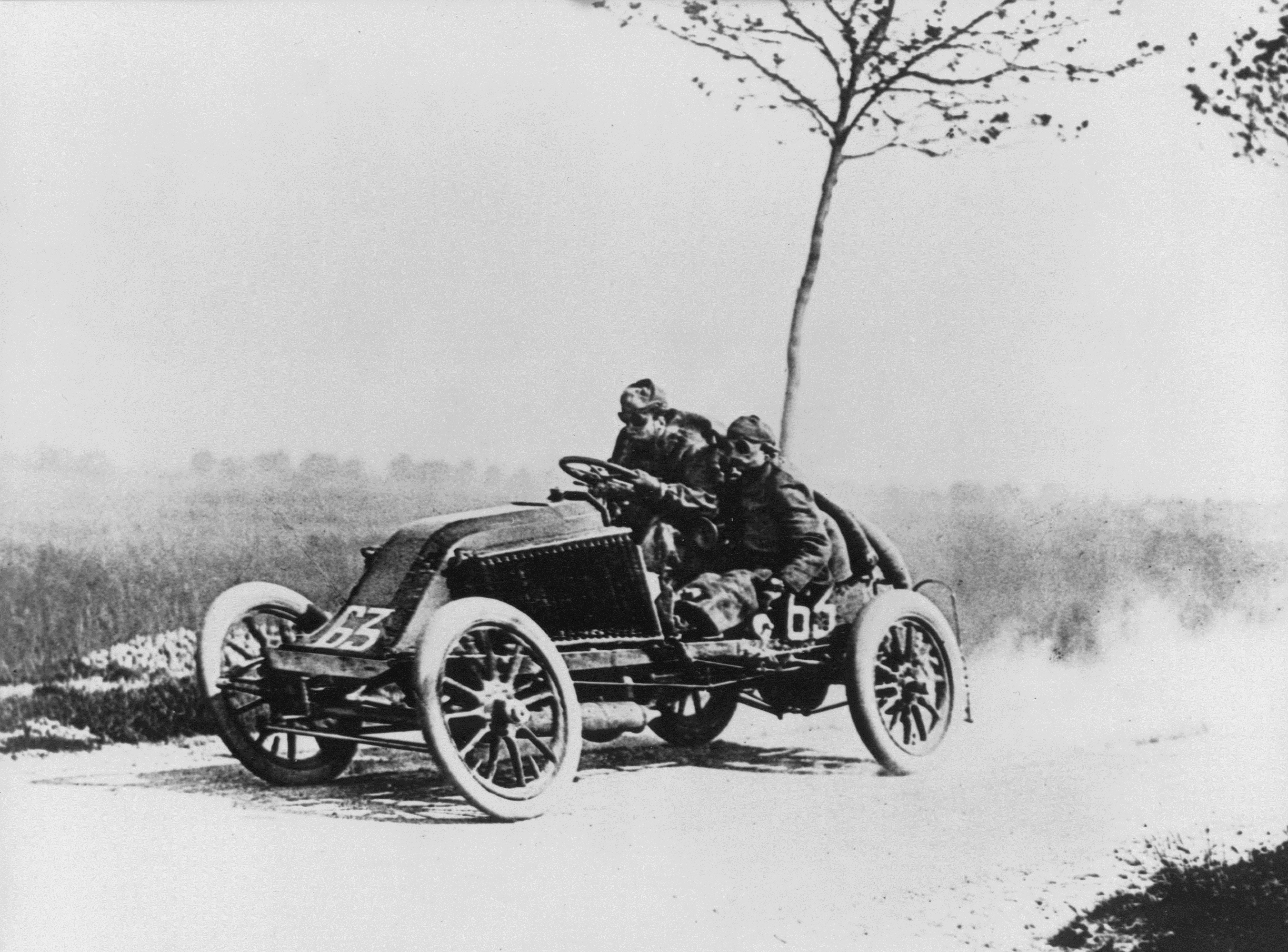
Marcel Renault podczas wyścigu Paryż-Madryt

Ściganie się samochodami rozpoczęło się we Francji, co było bezpośrednim skutkiem entuzjastycznego nastawienia Francuzów do samochodów. Producenci samochodów również byli zadowoleni z tego pomysłu, ponieważ uważali, że będzie to dla nich dobra reklama. Pierwszy wyścig odbył się 22 lipca 1894 roku. Był zorganizowany przez paryską gazetę Le Petit Journal, biegł z Paryża do Rouen i liczył 128 km. Wygrał go Albert de Dion, ale nie odebrał nagrody za pierwsze miejsce, ponieważ jego samochód został uznany za niezgodny z regulaminem.
W 1900 roku James Gordon Bennett Jr., właściciel takich gazet jak New York Herald i International Herald Tribune, utworzył Puchar Gordona Bennetta. Miał nadzieję, że utworzenie międzynarodowych zawodów wymusi na producentach poprawę samochodów. Każdy kraj mógł zgłosić do trzech samochodów, które musiały być w pełni zbudowane w kraju. W 1904 w Stanach Zjednoczonych William Kissam Vanderbilt II utworzył na Long Island Puchar Vanderbilta.

## Pierwsze Grand Prix

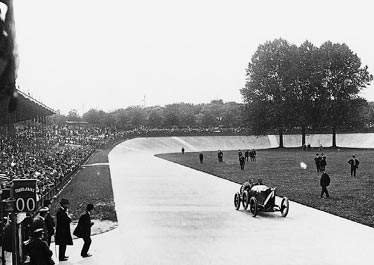
Georges Boillot wygrywa Grand Prix Francji 1912 w Dieppe

Pierwszym wyścigiem posiadającym w nazwie Grand Prix (fr. Wielka Nagroda) było Grand Prix Pau w 1901 roku, ale wyścig ten odbył się jeden raz, a termin Grand Prix nie nabrał w tamtej chwili szerokiego zastosowania.
Jedyny regularny wyścig posiadający w tamtym czasie nazwę Grand Prix był organizowany przez Automobile Club de France (ACF). Pierwszy taki wyścig odbył się w 1906 roku, na torze w kształcie trójkąta. Jedno okrążenie miało 105 km, a przejechanie go zajmowało około godziny. Każdego dnia pokonywano 6 okrążeń, używając do tego celu stosunkowo prymitywnych samochodów. Powodem decyzji o odbyciu wyścigu na torze, a nie na zwykłych drogach z miasta do miasta, był wyścig Paryż-Madryt z 1903 roku, podczas którego zginęło wielu kierowców (w tym Marcel Renault) i widzów, a który został w Bordeaux przerwany przez władze. Później te wyścigi już nie odbywały się.
Do wyścigu o Grand Prix Francji 1906, mającego 1260 km, stanęły 32 załogi. Wygrał go Węgier Ferenc Szisz, jeżdżący Renault. Był to pierwszy wyścig typu Grand Épreuve (fr. Wielka Próba), i od tamtego czasu termin ten był używany na określenie najważniejszych wyścigów w roku.
Wyścigi w tamtym okresie miały silnie nacjonalistyczne zabarwienie. Kilka krajów tworzyło własne wyścigi, które formalnie nic nie łączyło. Przepisy różniły się w zależności od wyścigu. Zazwyczaj przepisy mówiły o maksymalnym (a nie minimalnym) ciężarze samochodu, co miało na celu ograniczenie wielkości silnika (normą były silniki o pojemności 10 – 15 litrów, posiadające nie więcej niż 4 cylindry i osiągające nie więcej niż 50 KM). W każdym samochodzie znajdował się nie tylko kierowca, ale i mechanik. Kluczowym czynnikiem dla zwycięstwa Renault w 1906 roku były zdejmowalne obręcze kół, co pozwoliło na zmianę opon bez podnoszenia kół. Biorąc pod uwagę stan dróg, takie naprawy były częste.

## Rozwój wyścigów
Przeważnie wyścigi odbywały się po długich obwodach zamkniętych dróg publicznych, a nie po specjalnie przeznaczonych do tego celu torach. Tak było z wyścigami Le Mans (105 km), Targa Florio (150 km), Kaiserpreis (121 km) czy Dieppe (77 km). Do wyjątków należały takie tory jak Brooklands w Wielkiej Brytanii, Indianapolis Motor Speedway w Stanach Zjednoczonych czy Autodromo Nazionale di Monza we Włoszech.
W 1908 roku Stany Zjednoczone były pierwszym państwem spoza Europy, który zorganizował wyścig nazwany Grand Prix. Wyścig ten odbył się w okolicach Savannah. Pierwsze Grand Épreuve poza terenem Francji to Grand Prix Włoch w 1921 roku. Do Włoch szybko dołączyły inne państwa – Belgia, Hiszpania czy Wielka Brytania. Jednak nadal nie były to mistrzostwa, ale zbiór luźno powiązanych ze sobą wyścigów z różnymi przepisami (ujednolicenie zasad pojawiło się tuż przed I wojną światową i dotyczyło głównie pojemności silnika i masy, ale nie zostało powszechnie przyjęte).
W 1924 roku wiele krajowych związków motorowych zebrało się, by utworzyć Association Internationale des Automobile Clubs Reconnus (AIACR), a jedna z organizacji AIACR, Commission Sportive Internationale (CSI) była powołana do tworzenia przepisów wyścigów Grand Prix i innych sportów motorowych. Ujednolicono więc pojemność silnika i masę pojazdu. Przepisy te zostały porzucone w 1928, co zapoczątkowało okres zwany Formułą Libre, ograniczając się jedynie do przepisów dotyczących masy samochodów. Liczba wyścigów Grand Prix zwiększała się: od pięciu w 1927 roku, poprzez 9 w roku 1929, aż do 18 w sezonie 1934.

## Lata przedwojenne
Grand Prix Monako 1933 było pierwszym wyścigiem, gdzie kolejność na starcie była uzależniona od kwalifikacji, a nie losowania. Wszystkie samochody były pomalowane w narodowe kolory:
- Wielka Brytania w zieleń;
- Francja w niebieski;
- Włochy w czerwień;
- Belgia w żółć;
- Niemcy w biel.

Na początku 1934 roku Niemcy zaprzestali malować swoje Mercedesy W25, by zmniejszyć masę. Niepomalowany metal spowodował, że media wkrótce nadały samochodom niemieckim przydomek „Srebrnych Strzał”.
Do późnych lat 20. dominowały samochody francuskie (Bugatti, Delage, Delahaye), kiedy to zaczęły być pokonywane przez pojazdy włoskie (Alfa Romeo i Maserati).
W latach 30. nacjonalizm wszedł w nową fazę, kiedy to narodowi socjaliści zachęcali Mercedesa i Auto Uniona do „wychwalania Rzeszy”. W tym celu rząd Rzeszy dawał pieniądze tym dwóm producentom (zakres ich pomocy był jednak przesadzony w mediach, dotacje rządowe wynosiły bowiem prawdopodobnie 10% lub mniej kosztów prowadzenia dwóch zespołów wyścigowych). Te dwie niemieckie marki całkowicie zdominowały wyścigi Grand Prix w latach 1935–1939, wygrywając w tym okresie wszystkie oficjalne Grand Prix z wyjątkiem trzech. Samochody w tym czasie były jednomiejscowe (jazdy z mechanikiem zaprzestano na początku lat 20.) i posiadały silniki doładowane mające od 8 do 16 cylindrów. Osiągały one moc do 600 KM.

## Lata powojenne
W 1946 roku, po II wojnie światowej, odbyły się tylko cztery wyścigi Grand Prix.
Projekt Mistrzostw Świata Grand Prix pojawił się przed II wojną światową, ale zrealizowano go dopiero w 1947 roku, gdy AIACR przekształcił się w Fédération Internationale de l’Automobile (FIA) z siedzibą w Paryżu. Po zakończeniu sezonu 1949 ogłoszono, że od roku 1950 tworzy się Mistrzostwa Świata Formuły 1. Ustalono system punktacji i kalendarz mistrzostw, obejmujący siedem wyścigów. Pierwszy wyścig Formuły 1 odbył się 13 maja 1950 roku na torze Silverstone Circuit.

## Grandes Épreuves
Kursywą zaznaczono wyścigi odbywające się także jako Grand Prix Europy.
| Wyścig | 1906    | 1907    | 1908    | 1912    | 1913    | 1914    |
| ------ | ------- | ------- | ------- | ------- | ------- | ------- |
| 1      | Francja | Francja | Francja | Francja | Francja | Francja |

### 1921–1929
| Wyścig | 1921    | 1922    | 1923     | 1924     | 1925     | 1926            | 1927            | 1928     | 1929     |
| ------ | ------- | ------- | -------- | -------- | -------- | --------------- | --------------- | -------- | -------- |
| 1      | Francja | Francja | Indy 500 | Indy 500 | Indy 500 | Indy 500        | Indy 500        | Indy 500 | Indy 500 |
| 2      | Włochy  | Włochy  | Francja  | Francja  | Belgia   | Francja         | Francja         | Włochy   | Francja  |
| 3      |         |         | Włochy   | Włochy   | Francja  | San Sebastián   | Hiszpania       |          |          |
| 4      |         |         |          |          | Włochy   | Wielka Brytania | Włochy          |          |          |
| 5      |         |         |          |          |          | Włochy          | Wielka Brytania |          |          |

### 1930–1939
| Wyścig | 1930     | 1931    | 1932    | 1933      | 1934      | 1935       | 1936       | 1937       | 1938       | 1939       |
| ------ | -------- | ------- | ------- | --------- | --------- | ---------- | ---------- | ---------- | ---------- | ---------- |
| 1      | Indy 500 | Włochy  | Włochy  | Monako    | Monako    | Monako     | Monako     | Belgia     | Francja    | Belgia     |
| 2      | Belgia   | Francja | Francja | Francja   | Francja   | Francja    | Niemcy     | Niemcy     | Niemcy     | Francja    |
| 3      | Francja  | Belgia  | Niemcy  | Belgia    | Niemcy    | Belgia     | Szwajcaria | Monako     | Szwajcaria | Niemcy     |
| 4      |          | Niemcy  |         | Włochy    | Belgia    | Niemcy     | Włochy     | Szwajcaria | Włochy     | Szwajcaria |
| 5      |          |         |         | Hiszpania | Włochy    | Szwajcaria |            | Włochy     |            |            |
| 6      |          |         |         |           | Hiszpania | Włochy     |            |            |            |            |
| 7      |          |         |         |           |           | Hiszpania  |            |            |            |            |

### 1946–1949
| Wyścig | 1946        | 1947       | 1948            | 1949            |
| ------ | ----------- | ---------- | --------------- | --------------- |
| 1      | Saint-Cloud | Szwajcaria | Monako          | Wielka Brytania |
| 2      | Nations GP  | Belgia     | Szwajcaria      | Belgia          |
| 3      | Turyn       | Włochy     | Francja         | Szwajcaria      |
| 4      |             | Francja    | Włochy          | Francja         |
| 5      |             |            | Wielka Brytania | Włochy          |